# Normannenschild

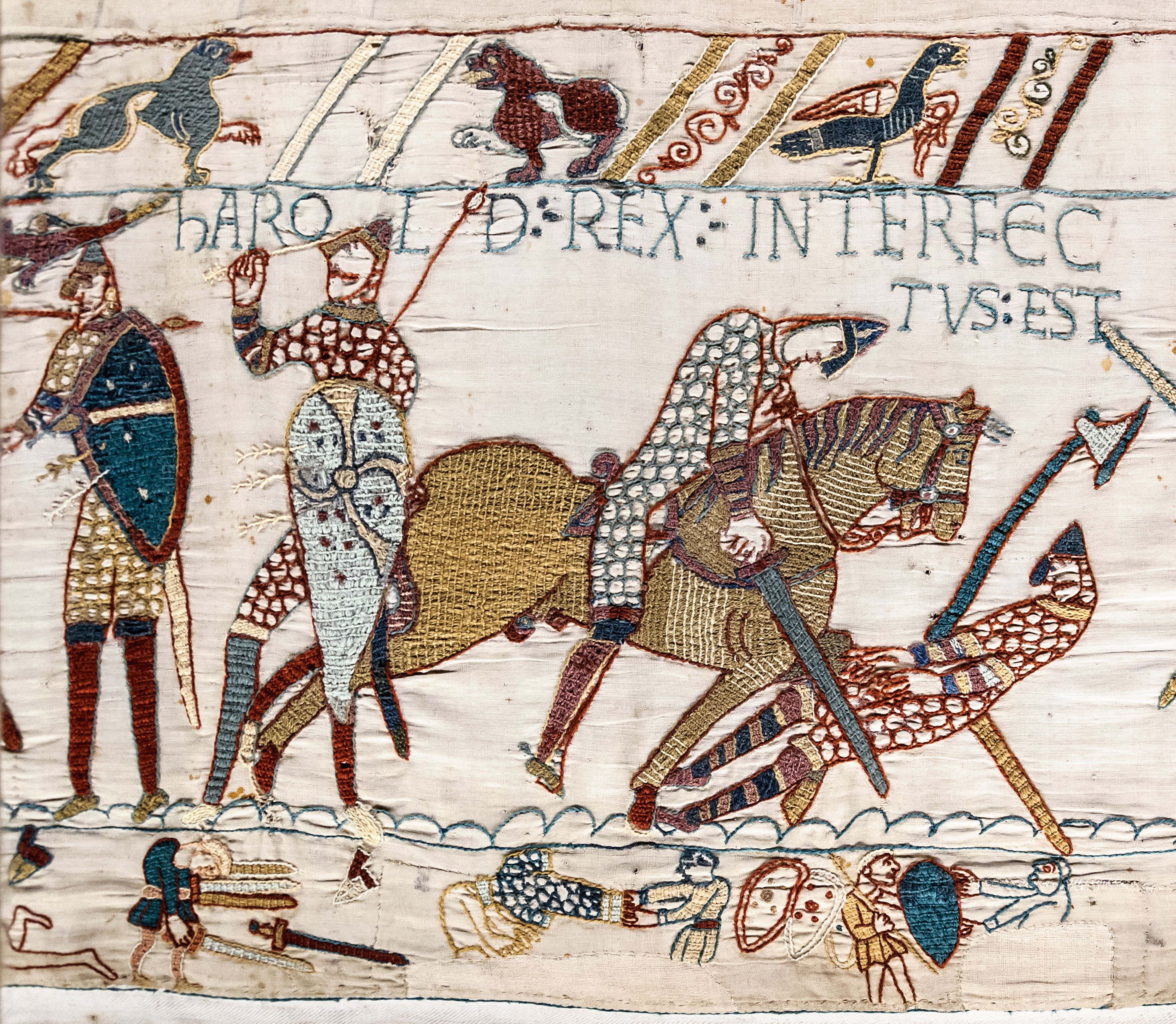
Darstellung von Normannenschilden auf dem Teppich von Bayeux. In der Mitte ist auch ein gewölbter Rundschild zu erkennen.

Die heute unter dem Namen Normannenschild, auch Mandel-, Drachen-, Langspitz- oder Kiteschild (von engl. kite „Drachen“), bekannte Schutzwaffe war im 11. und 12. Jahrhundert der dominierende Schildtyp in Europa.

## Entwicklung
Der Normannenschild entwickelte sich aus dem Rundschild, der nach unten verlängert wurde, um besonders für Reiter einen höheren Schutz zu bieten. Jedoch wurde dieser Schildtyp auch von Fußkämpfern genutzt.

## Form und Handhabung

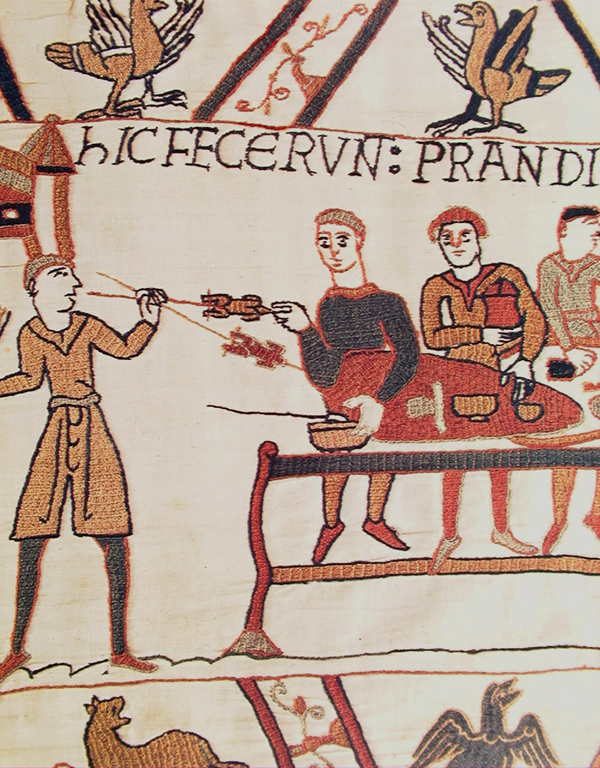
Verwendung der Normannenschilde als Tisch-Ersatz (Teppich von Bayeux)

Bei den auf dem Teppich von Bayeux gezeigten Exemplaren handelt es sich um längliche, nach unten verjüngende Schilde mit runder Oberkante. Die Höhe variiert in verschiedenen Darstellungen. Es kann aber von einer Höhe von 50 bis 75 % der Körpergröße des Trägers ausgegangen werden. Die Größe der Schilde kam der Schildwall-Verteidigungsformation zugute, wie es auch in Darstellungen auf dem Teppich von Bayeux zu sehen ist.
In vielen Darstellungen ist eine gewölbte Form zu erkennen, die Verwendung der Schilde als Essensunterlage auf dem Teppich von Bayeux weist aber auch darauf hin, dass es Schilde gab, deren Wölbung nur sehr gering ausgeprägt war.
Viele Normannenschilde wiesen einen in der Größe variierenden Schildbuckel auf, der hier jedoch, anders als beim Rundschild, bei dem er die Hand am Griff schützte, nur dekorative Wirkung besaß.
Zum Halten des Schildes waren entweder quadratisch angeordnete oder sich kreuzende Lederriemen angebracht. Zusätzlich trug eine Schildfessel zur besseren Handhabung bei.

## Darstellung in historischen Quellen

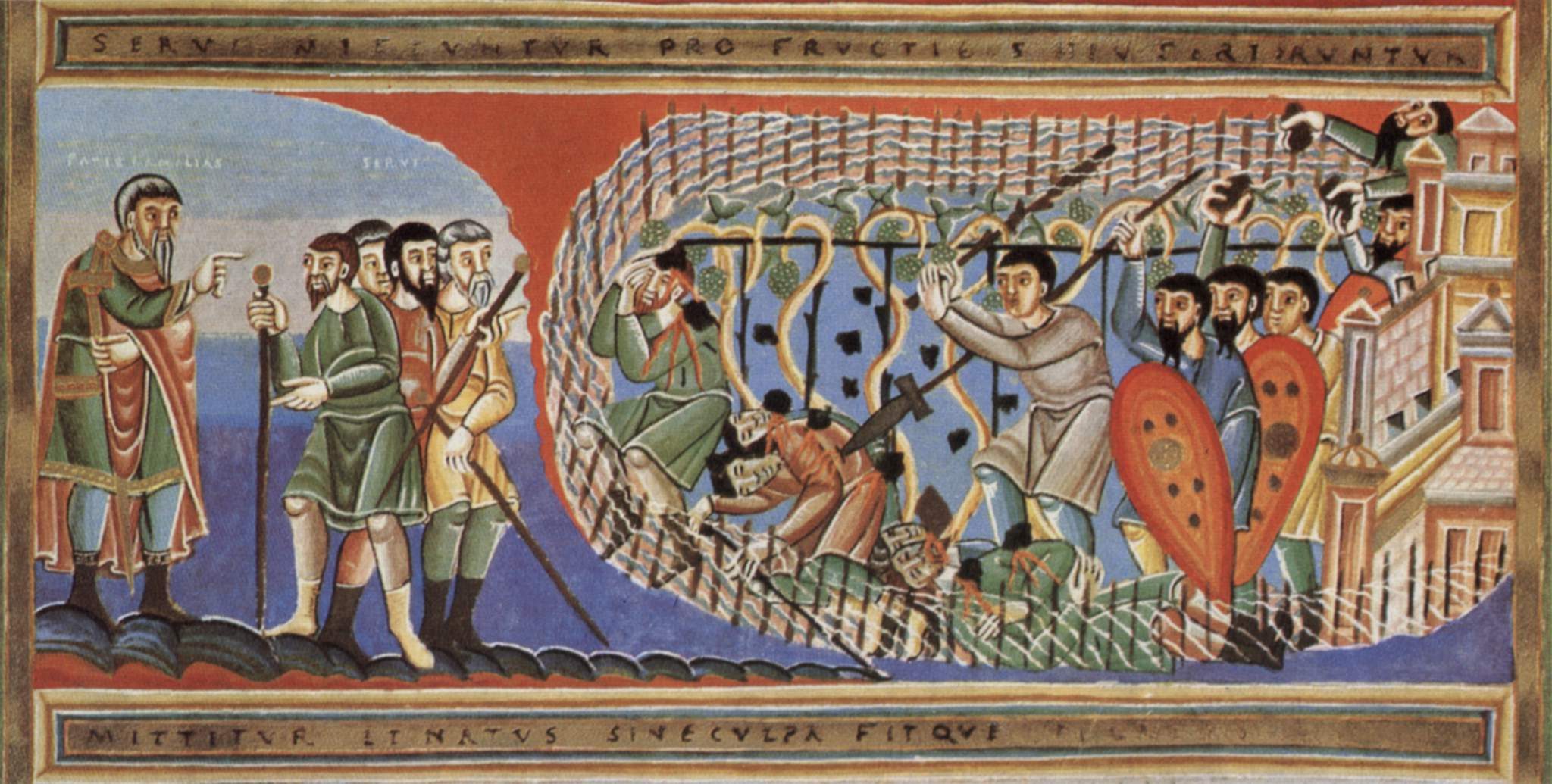
Szene Die Getöteten Winzer aus dem Codex aureus Epternacensis

Die Namensgebung Normannenschild kann auf den Teppich von Bayeux zurückgeführt werden, der diesen Schildtyp in großer Zahl abbildet. Dieser Teppich zeigt die normannische Eroberung Englands im Jahre 1066. Jedoch ist diese Bezeichnung erst in der neueren Zeit aufgekommen, der Normannenschild wurde keineswegs nur von den Normannen genutzt. Auch weitere Quellen aus dem 11.–12. Jahrhundert zeigen Normannenschilde, beispielsweise der Codex aureus Epternacensis aus dem frühen 11. Jahrhundert oder die Bilderchronik Liber ad honorem Augusti sive de rebus Siculis aus dem Jahre 1196.

## Funde

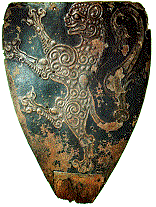
Der Schild von Seedorf

Eindeutige Funde dieses Schildtyps existieren derzeit nicht. Ob es sich beim so genannten Reiterschild von Seedorf (Schweiz) aus dem späten 12. Jahrhundert, der im Schweizerischen Landesmuseum in Zürich aufbewahrt wird, um eine lediglich abgeänderte Form des Mandelschildes handelt, ist heute umstritten. Frühere Abhandlungen berichten davon, er sei nicht vollständig und ursprünglich erhalten, ihm sei fast ein Drittel des oberen Teiles im 13. Jahrhundert abgetrennt worden. Diese These wurde vor allem deshalb aufgestellt, weil die umgeschlagene obere Kante der Rohhautbespannung eine runde Form aufweist. Im Jahre 1990 wurden weitere Untersuchungen durchgeführt, die ergaben, dass der obere Rand sich weder in der Bespannungsbearbeitung und -befestigung noch in der Bemalung von den seitlichen Rändern unterscheidet. Des Weiteren fiel auf, dass die Bespannung, hätte sie einen Schild mit einem runden oberen Rand bedecken sollen, diesen lediglich bündig abgeschlossen hätte. Der obere Rand ist jedoch eine der am stärksten beanspruchten Stellen des Schildes, so dass eine Ummantelung sehr wichtig ist. Diese Erkenntnisse machen es sehr unwahrscheinlich, dass es sich bei diesem Schild ursprünglich um einen Normannenschild handelte.
Die in Stettin gefundenen Überreste eines Schildes sind einem Mandelschild zugeordnet worden. Der Schild stammt wahrscheinlich aus dem 12. Jahrhundert, seine Herkunft ist unbekannt. Sein leichter Aufbau lässt vermuten, dass er für repräsentative Zwecke gedacht wurde und nicht für den Kriegseinsatz.

## Galerie

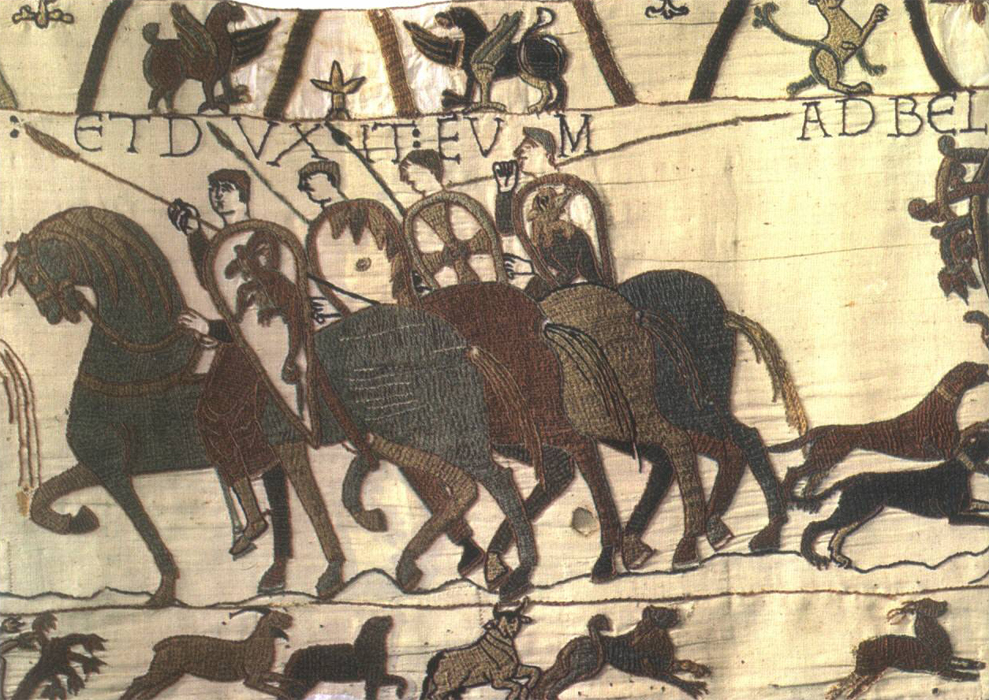
Reiter mit Normannenschilden (Teppich von Bayeux)
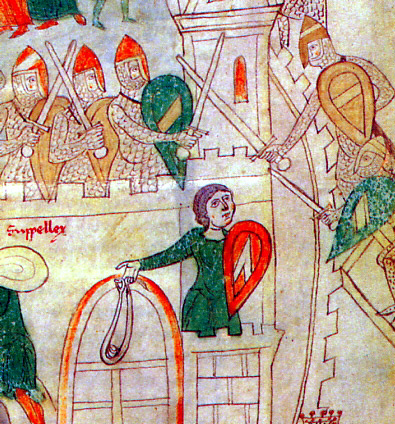
Soldaten mit Normannenschilden (Liber ad honorem Augusti sive de rebus Siculis, 1196)
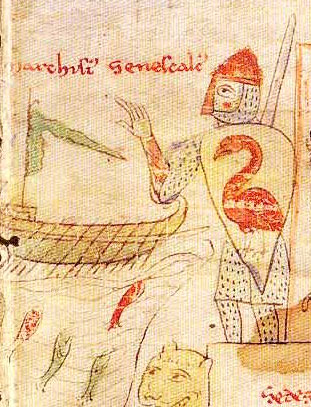
Markward von Annweiler mit einem Normannenschild samt Wappen (Liber ad honorem Augusti sive de rebus Siculis, 1196)
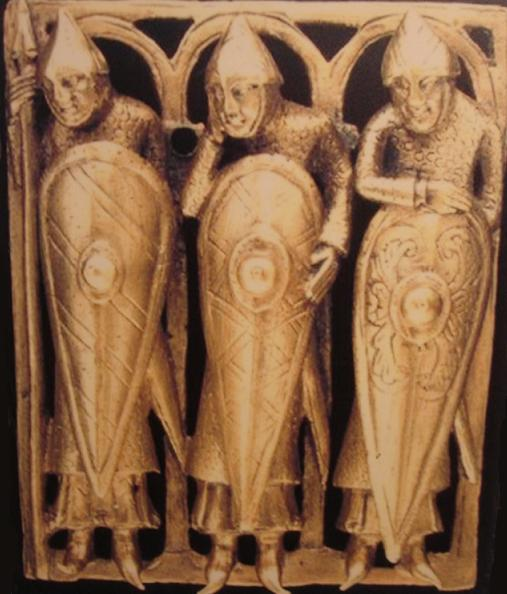
So genannte Temple Pyx (Monstranz), Teil eines Reliquiars (um 1140–1150), heute Burrell Collection, Glasgow.